# Konami Cobra System
Le Cobra System est un système de jeux vidéo pour borne d'arcade destiné aux salles d'arcade, créé par la société japonaise Konami et sortit en 1997 avec comme premier jeu Fighting Bujutsu: Wu-Shu.
Techniquement, le Cobra System est une évolution du Konami Hornet Hardware mais avec des composants beaucoup plus chers, sans que cela se traduise par une très grande amélioration graphique. C'est pour cela que le système ne connaitra qu'un seul et unique jeu.

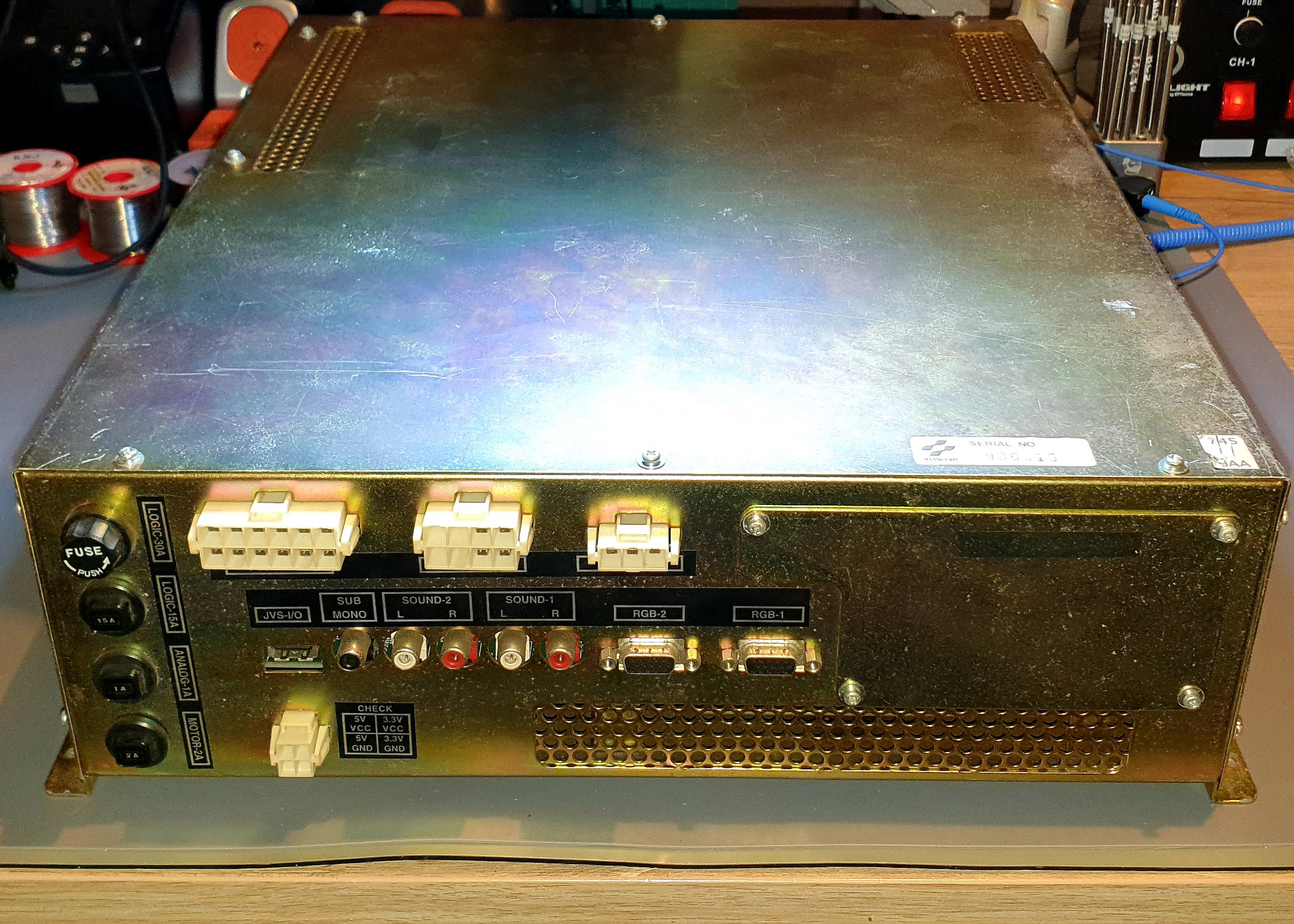

## Spécifications techniques
- Main CPU: PowerPC 603ev (100 MHz?)
- Sound and I/O CPU: PowerPC 403GA (33 MHz?)
- 3D Math CPU: PowerPC 604 (100 MHz?)
- Sound chips: Ricoh RF5c400 32-channel wavetable synthesizer plus TMS57 002 effects DSP. 4.1 channel analog outputs are present (front * L&R, rear L&R, subwoofer)
- Video: Konami custom chips
- Media: IDE hard disk

## Liste des jeux
- Fighting Bujutsu: Wu-Shu
- Fighting Bujutsu 2nd : une mise à jour de Fighting Bujitsu avec de nouveaux costumes et quelques modifications mineures.